# Koszmosz–6
Koszmosz–6 (cirill betűkkel: Космос 6) Koszmosz műhold, a szovjet műszeres műhold-sorozat, a DSZ–P1 prototípusának tesztrepülése.

## Küldetése
Feladata az ionoszférát és a kozmikus sugárzási övezeteket vizsgálni, valamint elősegíteni a szovjet ballisztikusrakéta-védelmi rendszer fejlesztése során a kozmikus berendezések földi radarfelderítésének tesztelését, segítve a rakétavédelem felkészítését.

## Jellemzői
Kettős, katonai és polgári (tudományos) rendeltetésű, az OKB–1 tervezőirodában kifejlesztett és megépített DSZ–P1 típusú műhold. Ez volt a Juzsnoje tervezőiroda első napelemmel ellátott műholdja, valamint a DSZ műholdak második, sikeresen pályára állt tagja. A műholdakat csak típusjelzéssel látták el (sikertelen indításnál a következő indítás kapta a jelölést).
1962. június 30-án indították Kapusztyin Jar rakétakísérleti lőtérről Majak–2 indítóállásából egy  Koszmosz–2I (63SZ1) típusú hordozórakétával állították, alacsony Föld körüli pályára. Az orbitális egység pályája 90,6 perces, 49 fokos hajlásszögű, elliptikus pálya-perigeuma 264 kilométer, apogeuma 344 kilométer volt. Tömege 355 kilogramm.
1962. szeptember 8-án földi parancsra belépett a légkörbe és megsemmisült.

## Külső hivatkozások
- Koszmosz–6. nasa.gov. (Hozzáférés: 2012. november 30.)
- Koszmosz–6. lib.cas.cz. [2013. október 13-i dátummal az eredetiből archiválva]. (Hozzáférés: 2013. április 6.)